# Emslandlager Dalum
Koordinaten: 52° 35′ 22,2″ N, 7° 11′ 12,8″ O
Das Emslandlager Dalum, auch Emslandlager XII genannt, bestand von 1939 bis 1945 zwei Kilometer westlich des Dorfes Dalum.

## Geschichte

### Errichtung des Lagers

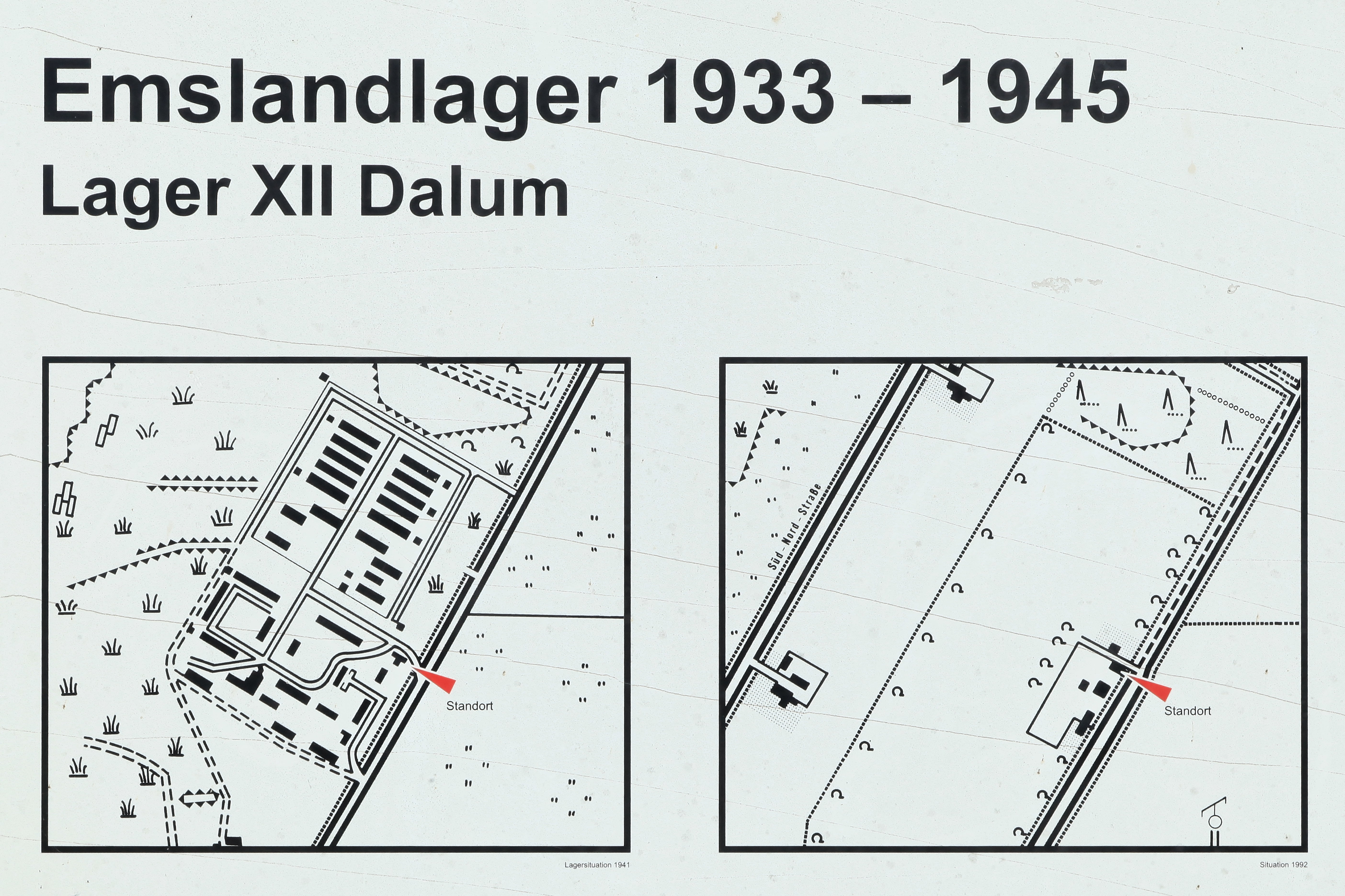
Plan des Emslandlagers Dalum 1941 und 1992

Bei einer Besprechung von Beamten mehrerer Reichsministerien am 7. Juli 1936 war beschlossen worden, zur Beschleunigung der Urbarmachung der Moore im Emsland vermehrt Strafgefangene heranzuziehen. Denn Gefangene konnten wesentlich rücksichtsloser eingesetzt und ausgenutzt werden als der Reichsarbeitsdienst (RAD), der bei den Kultivierungsarbeiten im Moor seine Zusagen nicht einhielt, weder was die Zahl der eingesetzten Männer betraf, noch deren Leistung. Nachdem der Reichsarbeitsdienst abgezogen war, begannen im Frühjahr 1938 die Bauarbeiten für weitere Emslandlager, darunter das Lager XII Dalum. Doch bereits wenige Monate später, im August 1938, wurden zehn Baracken wieder abgebaut und im Rahmen des Projektes Westwall an die französische Grenze bei Zweibrücken verlegt. Nach der Münchner Konferenz und der Annexion des Sudetenlandes wurden die Baracken am Westwall wieder ab- und im Lager Dalum wieder aufgebaut. Im Mai 1939 war das Lager fertiggestellt, bis zum Beginn des Zweiten Weltkrieges allerdings noch nicht mit Strafgefangenen belegt.

### Kriegsgefangenenlager

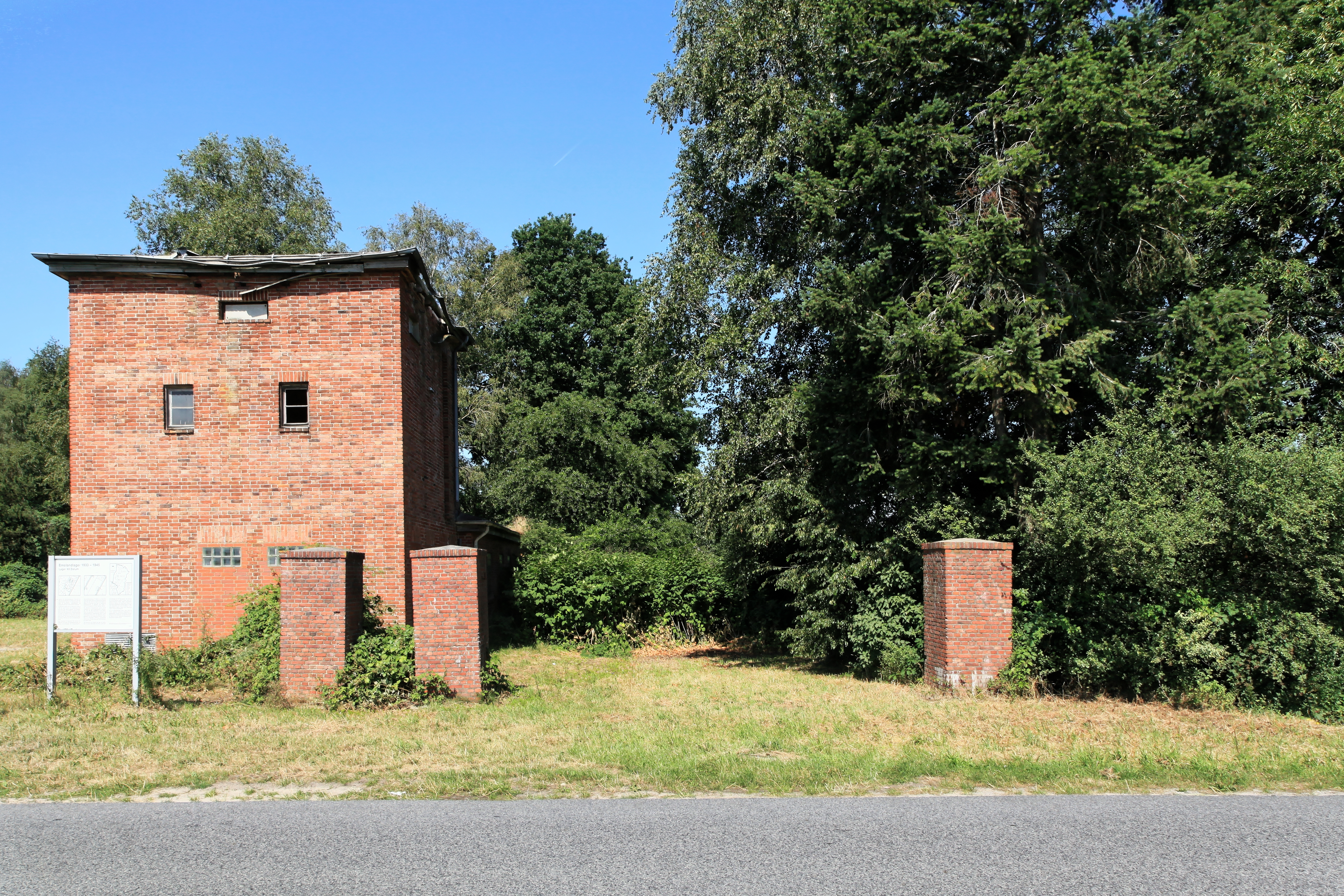
Verbliebene Reste des Emslandlagers Dalum: Transformatorenhaus und drei Pfosten des Eingangstores

Im September 1939 übernahm das Oberkommando der Wehrmacht (OKW) das Lager Dalum – ebenso wie die anderen acht neuen Emslandlager. Organisatorisch war es als eines von mehreren Zweiglagern dem Mannschaftsstammlager Bathorn VI C (Stalag VI C) zugeordnet. Im Lager VI C wurden 1939 ca. 5000 polnische Kriegsgefangene inhaftiert, die meisten von ihnen lediglich als Durchgangsgefangene. Im Dezember 1939 waren im gesamten Stalag VI C nur noch 571 Polen registriert. 1940 war das Lager Dalum hauptsächlich von französischen Kriegsgefangenen belegt. Die Gefangenen wurden per Reichsbahn zunächst nach Osterbrock befördert und marschierten von dort die etwa sieben Kilometer lange Strecke vom Bahnhof durch das Dorf Dalum bis ins Lager, eskortiert von Wachmannschaften.
Hoffnungslos überbelegt wurde das Lager, nachdem die deutschen Truppen im Sommer und Herbst 1941 mehr als zwei Millionen Soldaten der Roten Armee gefangen genommen hatten. Im September 1941 waren im Lager Dalum 4100 sowjetische Kriegsgefangenen zusammengepfercht. In der Regel behandelte die Wachmannschaft westliche Gefangene besser als osteuropäische, da Letztere aufgrund der von den Nazis propagierten Rassenideologie als „lebensunwert“ galten. Insbesondere im sehr kalten Winter 1941/1942 waren die Krankheits- und die Sterblichkeitsraten äußerst hoch – bedingt durch körperlich harte Arbeit, durch Nässe, unzureichende Bekleidung und Verpflegung sowie die unhygienischen Zustände infolge der Überbelegung in den Baracken.

### Der Lagerfriedhof

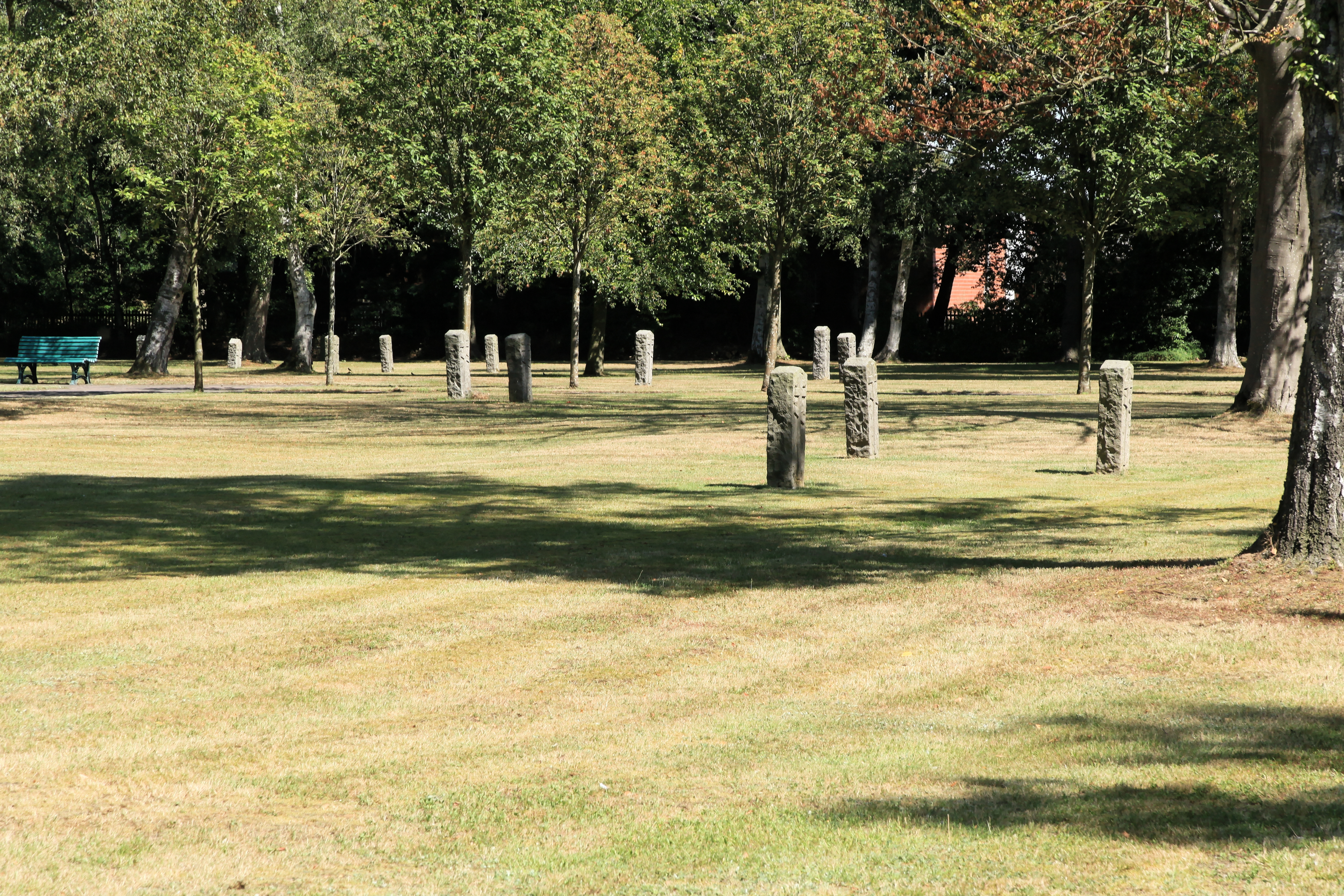
Kriegsgräberstätte Dalum

Nachdem die ersten russischen Kriegsgefangenen, die im Lager Dalum starben, auf dem Friedhof der katholischen Gemeinde Dalum bestattet worden waren, regte sich Widerstand. Der Lagerkommandant meldete dem Wehrkreiskommando Münster am 20. August 1941: Mit der Zunahme der Todesfälle bei den russischen Kriegsgefangenen ... hat auch die Erregung der Bevölkerung zugenommen, die nicht dulden will, das Bolschewisten auf ihrem Friedhof beerdigt werden. Daraufhin wurde zwei Kilometer vom Lager entfernt ein Lagerfriedhof eingerichtet, auf dem 8.000 bis 16.000 Tote ruhen. Bei dieser hohen Zahl muss allerdings berücksichtigt werden, dass auch verstorbene Gefangene aus anderen Lagern (Alexisdorf, Wietmarschen) in Dalum beerdigt wurden. Die meisten von ihnen sind in Massengräbern beigesetzt; bei weitem (noch) nicht alle sind namentlich bekannt. Doch besteht die Aussicht, zumindest einen Großteil der Namen der auf dem Lagerfriedhof Dalum ruhenden Kriegsgefangenen zu ermitteln. Denn die Westalliierten hatten nach Kriegsende der Sowjetunion die Registratur der Wehrmacht über sowjetische Kriegsgefangene übergeben; im Zentralen Archiv des Verteidigungsministeriums der russischen Föderation (dem ehemaligen Archiv der Roten Armee) in Podolsk sind sie bewahrt, darunter auch die Kartei der Kriegsgefangenen in den Emslandlagern. Bis 2014 waren bereits rund 10.000 Namen dokumentiert. Derzeit startet die Gedenkstätte Esterwegen zusammen mit der Gemeinde Geeste ein Projekt, welches die Daten auswertet und die jeweiligen Lebensläufe der verstorbenen Gefangenen auf dem Lagerfriedhof dokumentiert.

### Arbeitsalltag
Zur Arbeit im Moor wurden die Gefangenen mit einer Feldbahn zu den jeweiligen Einsatzorten im Dalum-Wietmarscher Moor gefahren. Alle Lager des Lagerkomplexes waren an eine solche Feldbahn angebunden, die u. a. auch zur – natürlich dürftigen – medizinischen Versorgung durch sogenannte Lagerärzte genutzt wurde.
Ab 1941 wurden die Gefangenen mehr und mehr statt im Moor in der Landwirtschaft eingesetzt, in geringerer Zahl auch in örtlichen Gewerbebetrieben. Denn es galt, die zur Wehrmacht eingezogenen Arbeitskräfte zu ersetzen. Im Dorf Bathorn – und anderenorts lief es ähnlich – geschah dies folgendermaßen: Vorab konnte nahezu jeder Ortsangehörige, der einen Hof oder Betrieb besaß, einen Antrag für die Zuweisung von Gefangenen stellen. Wurde dem Antrag stattgegeben, wurden die Lagerinsassen morgens zu einem Sammelpunkt eskortiert und dort vom Landwirt bzw. vom Auftraggeber abgeholt. Es war ausdrücklich verboten, die Gefangenen in das familiäre Leben einzubeziehen, wie z. B. Mahlzeiten am gleichen Tisch einzunehmen, geschweige denn, engeren Kontakt zu ihnen zu knüpfen. Diese Verbote wurden nicht immer befolgt – weder von den Gefangenen, noch von den Landwirten selbst. Die Wachmannschaften waren allerdings gehalten, regelmäßig die Arbeit und das Verhalten der Gefangenen zu kontrollieren. Abends mussten die Lagerinsassen wieder zum Sammelpunkt gebracht werden, von dort ging es zurück ins Lager.
Dass die Gefangenen im Lager Dalum schlecht behandelt wurden, konnte in Dalum nicht verborgen bleiben. Die Emslandlager wurden vor der Bevölkerung bewusst nicht „versteckt“; sie sollten als Warnung vor oppositionellem Verhalten dienen.

### Außenlager des Konzentrationslagers Neuengamme
Vom 5. Juni 1942 bis zum November 1944 wurde das Lager von der Luftwaffe als Gerätelager in Anspruch genommen. Ab Mitte November 1944 wurden etwa 2.000 Männer aus Rotterdam nach Dalum gebracht. Sie gehörten zu den insgesamt fast 50.000 Männern zwischen 17 und 40 Jahren, die am 10./11. November 1944 im Rahmen einer Razzia in Rotterdam festgenommen worden waren und zum Arbeitseinsatz in Deutschland gezwungen wurden. Doch schon nach zwei, drei Wochen, bis Mitte Dezember, wurden die Gefangenen aus Rotterdam auf andere Zwangsarbeiterlager verteilt.

Denn seit November 1944 war das Lager Dalum ein Nebenlager des Konzentrationslagers Neuengamme (KZ-Außenlager Dalum). Etwa 2500 Gefangene wurden von Neuengamme nach Dalum und Versen „verbracht“. Dazu die Aussage eines dänischen Häftlings:
Unmittelbar nach Neujahr 1945, etwa am 1./2.1.1945, wurden wir in Richtung Dalum in Marsch gesetzt, und zwar zunächst mit der Eisenbahn, den Rest zu Fuß. Der Transport dauerte zwei bis drei Tage. Er umfasste etwa 1000 Häftlinge, darunter etwa 100 Dänen und 5 Norweger. […] Als wir in Dalum ankamen, waren noch keine anderen Häftlinge dort.
Die aus dem KZ Neuengamme nach Dalum und Versen verlegten Häftlinge sollten im Raum Meppen Verteidigungsstellungen (Panzergräben) gegen die aus den Niederlanden anrückenden Alliierten ausheben (Projekt Friesenwall). Häftlinge aus dem Lager Versen sprachen später von völlig sinnlosen Maßnahmen, da die britischen, polnischen und kanadischen Truppen einfach über die befestigten Straßen durchs Moor kamen. Schon beim Bau der Gräben stürzten die Kanten aufgrund der durchnässten moorigen Erde häufig wieder ein. Um diese sinnlose Maßnahme zu verdeutlichen, folgende Tatsache: Die kanadischen Truppen schafften es in weniger als einem Tag von Coevorden und Emlichheim über gepflasterte Straßen nach Meppen an die Ems vorzustoßen. Das größte Problem dabei war aber die Straße selbst, da die Pflastersteine unter dem Gewicht von hunderten Militärfahrzeugen im moorigen Untergrund versanken und so später Ausweichstrecken benutzt werden mussten. Ein Durchqueren des Moores selbst kam für die Kanadier von Beginn an nicht in Frage. Es hätte also ausgereicht, lediglich Teile der Pflasterstraßen unbefahrbar zu machen. Da keinerlei Zwischenfälle zwischen deutschen und kanadischen Soldaten während dieses Vorrückens bekannt sind, ist davon auszugehen, dass die Verteidigungsstellungen vermutlich nicht einmal registriert wurden.

### Die Wachmannschaften des KZ-Außenlagers
Die Wachmannschaft bestand Anfang 1945 lediglich aus fünf SS-Leuten, denen bis zu hundert Marinesoldaten zugeordnet waren. (Ältere Marinesoldaten wurden damals häufig als „ausgediente“ Soldaten, die nicht mehr zum Fronteinsatz taugten, in Konzentrations- und Arbeitslagern eingesetzt.) In dieser letzten Phase des Krieges wurden SS-Untersturmführer Hans Hermann Griem, zuvor Lagerleiter im KZ Husum-Schwesing und im KZ Ladelund, sowie sein Stellvertreter SS-Unterscharführer Josef Klingler als Lagerkommandanten eingesetzt. Klingler galt als brutal, Griem, der Lebensmittel zu unterschlagen pflegte, zusätzlich als trunksüchtig und einer der wenigen Lagerkommandanten der SS, die ihre Gefangenen zu dieser Zeit noch aktiv selbst misshandelten. Auf seinen Befehl wurden entsetzliche Quälereien und Misshandlungen verübt, darunter sadistische „Revolverschießübungen“ des Kommandanten an seinem „Häftlingsmaterial“. Die Gesinnung Griems verdeutlicht ein Dialog Ende 1944 zwischen ihm und dem dänischen Häftlingsarzt Paul Thygesen, der Griem wegen des exorbitant hohen Krankenstands im Neuengammer Außenlager Husum-Schwesing, in dem Griem als Lagerkommandant ein regelrechtes Massensterben auslöste, zur Rede stellte: „Die Häftlinge, die hier nicht am Leben gehalten werden können, haben auch keine Berechtigung in einem neuen Europa zu existieren, und sie können ebenso gut jetzt wie später sterben. Dies hier ist keine Versorgungsanstalt, und ich werde einfach neues Häftlingsmaterial anfordern – lassen sie mich im Übrigen mit Ihren falschen humanitären Wahnvorstellungen in Ruhe.“ Es ist dabei zu erwähnen, dass allein die Kritik Thygesens gegenüber einem SS-Mann hätte lebensgefährlich ausgehen können. Thygesen muss jedoch bei Griem einen gewissen Respekt genossen haben, da er später von Griem auch als Häftlingsarzt in Dalum eingesetzt wurde. Klinglers Brutalität war nicht unbekannt, ihm wurde der Ruf zuteil, dass er gerne Häftlinge bis hin zu Knochenbrüchen prügelte und mehr überzeugter Handlanger Griems war als bloßer Befehlsempfänger. Im KZ Ladelund trieb Klingler dies in einem Fall so weit, dass er einen zuvor wegen angeblichen Essendiebstahls schwer misshandelten und dann verstorbenen Häftling vor dem Lagereingang postierte und von den zurückkehrenden Häftlingen am Abend unter Strafandrohung verlangte, sich diesen im Vorbeigehen genau anzuschauen. Unter anderem für diesen Vorfall musste sich Klingler später vor Gericht verantworten. In einem anderen Fall versuchten Griem und Klingler Anfang März 1945 den hohen Krankenstand im Lager zu verringern, indem sie ein Brett über den lagereigenen Löschwasserteich legten und 20 offensichtlich kranke Häftlinge darüber trieben. Wer es über den Teich schaffte, galt als gesund genug für die harten Arbeitseinsätze. Zwei Häftlinge schafften es nicht. Griem und Klingler hinderten sie daran, im eiskalten Wasser ans Ufer zu gelangen. Einer der beiden starb am nächsten Tag.
Unterscharführer Josef Klingler wurde nach dem Krieg von einem britischen Militärgericht in Hamburg im März 1947 zum Tode verurteilt. Griem lebte nach seiner Flucht bei Kriegsende aus Neuengamme dagegen fast zwei Jahrzehnte unter richtigem Namen in Hamburg-Bergedorf und in Schleswig-Holstein weiter und verstarb 1971 noch vor Beginn eines wiederaufgenommenen Gerichtsverfahrens.
Im März 2020 entschied ein mit Einwanderungsangelegenheitem betrauter Richter in Memphis, dass der in Tennessee lebende ehemalige Wachmann Karl Friedrich Berger aus den USA abzuschieben sei, da er als „bewaffneter Wächter von Gefangenen“ in einem Konzentrationslager „bei Meppen“ gedient habe, ebenso bei der Evakuierung des Lagers im März 1945. Der damals 95-jährige Berger hatte zugegeben, dass er Gefangene an ihren Arbeitsstätten und auf den Wegen zwischen den Arbeitsstätten und dem Lager bewacht hatte. Aufgrund der beabsichtigten Abschiebung Bergers nach Deutschland bereitete die Zentrale Stelle der Landesjustizverwaltungen zur Aufklärung nationalsozialistischer Verbrechen eine Anklage vor, die jedoch vom Generalstaatsanwalt in Celle nicht zugelassen wurde. Berger verstarb im Mai 2021.

### Räumung des Lagers
Das Lager Dalum wurde, als die Alliierten in das Emsland vorrückten, am 24. März 1945 aufgegeben. Die noch Arbeitsfähigen mussten zusammen mit Gefangenen des Lagers Meppen-Versen gegen Mittag den Fußmarsch antreten, die Kranken wurden in Bahnwaggons in Richtung Cloppenburg transportiert, wo der Zug bombardiert wurde. Während des Marschs starben etwa 70 Gefangene.
Teile der 4th Canadian Armoured Division erreichten das zu diesem Zeitpunkt schon vollständig geräumte Lager sowie Dalum selbst am 6. April 1945.

### Nachkriegszeit
Nach Ende des Krieges im Mai 1945 wurde das Lager teilweise weiterhin genutzt, und zwar – wie auch Lager an anderen Orten – u. a. als Auffanglager für Displaced Persons (DP). Viele von ihnen waren, wie der Großteil der DPs im Emsland insgesamt, Polen.
Zwischenzeitlich – um 1950 – richteten sich ein Möbelvertrieb (zwischenzeitlich) und die Gewerkschaft Elwerath auf dem einstigen Lagergelände ein. Einige Jahre danach wurden die Reste des Lagers abgerissen und das Gelände eingeebnet. Nur ein Transformatorenhaus, das auch dem Wasserwerk nebenan diente, und drei Pfosten des Eingangstores blieben stehen. Diese Überreste des Lagers stehen als mahnende Zeugnisse der Vergangenheit unter Denkmalschutz.

## Gedenken
Seit 1981 sorgte vor allem das Dokumentations- und Informationszentrum (DIZ) Emslandlager dafür, dass das Lager Dalum nicht in Vergessenheit geriet.
Eine Gruppe ehemaliger dänischer Häftlinge besuchte bis Anfang der 2010er Jahre alljährlich das ehemalige Außenlager des KZ Neuengamme in Dalum und gedachte der Toten mit einer Kranzniederlegung. Heute (Stand 2019) führen jährliche Gedenkfahrten der Amicale de Neuengamme aus Belgien, aus den Niederlanden und aus Frankreich unter anderem zum Standort des einstigen Lagers Dalum.
Als die verbliebenen Gebäude (die Trafostation, das Wachgebäude und der einstige Lagereingang) zu verfallen drohten, ließ die Gemeinde Geeste sie 2023 instand setzen. Das Ensemble wurde zum „Erinnerungsort LAGER XII DALUM“ umgestaltet, um die Erinnerung auch für künftige Generationen aufrechtzuerhalten. Seither ist im ehemaligen Wachgebäude eine Dauerausstellung eröffnet und ohne Voranmeldung besuchbar (in der Sommerzeit von 8 bis 19 Uhr, in der Winterzeit von 10 bis 16 Uhr). Weiterhin werden auf Anfrage bei der Gemeinde Geeste sowie der Gedenkstätte Esterwegen Führungen zur Historie des ehemaligen Lagers sowie des Lagerfriedhofs, der heutigen Kriegsgräberstätte Dalum, angeboten.